# چانچالا (آلاباما)
چانچالا (به انگلیسی: Chunchula) شهرکی در شهرستان موبایل ایالت آلاباما است که مساحت آن ۴٫۷ کیلومترمربع است و در سرشماری سال ۲۰۱۰ میلادی، ۲۱۰ نفر جمعیت داشته و تراکم جمعیتی آن، ۴۴٫۶۸ در کیلومترمربع بوده است.